# Death Magnetic
Death Magnetic és el novè àlbum d'estudi de la banda estatunidenca de thrash metal Metallica. Va ser publicat el 12 de setembre de 2008, amb la producció de Rick Rubin per Warner Bros. Records i Vertigo Records. Fou el primer treball de la banda on va participar el baixista Robert Trujillo, i el primer que va comptar amb un productor diferent de Bob Rock des de l'any 1988. També fou el primer treball en la discogràfica Warner Bros. Records, tot i que seguien formant part de Warner Music Group, ja que aquesta empresa també era propietària de l'anterior segell al qual pertanyien, Elektra Records.
Musicalment va representar un important canvi respecte al seu àlbum d'estudi anterior (St. Anger), ja que presentava composicions musicals llargues i complexes, diversos solos de guitarra i una producció molt més treballada, un retorn a les seves arrels més thrash metal. Fou el cinquè disc d'estudi consecutiu de la banda en debutar al número 1 de la llista d'àlbums estatunidenca, esdevenint la primera banda en aconseguir aquesta fita.

## Producció
A principis de 2006, Metallica van indicar que tenien planejat invertir els propers sis mesos per compondre nou material i preparar el proper àlbum d'estudi. Inicialment van compondre la música de sis o set cançons però sense escriure les respectives lletres, ja que estaven més interessats en canviar el so que havien demostrat en St. Anger que no pas en les lletres de les noves cançons. En aquest punt del procés de composició ja van assenyalar que el nou material era evocava reminiscència als treballs inicials de la banda, i que no recordava una segona part de St. Anger. Aquesta etapa fou molt productiva i ben aviat van enllestir suficients cançons. A partir d'aquí es van dedicar a buscar un nou productor i van pensar en Rick Rubin pel seu estil de producció i perquè els concedia força llibertat amb la mínima pressió.
Metallica va utilitzar tres estudis per enregistrar Death Magnetic: Sound City Studios a Van Nuys, Shangri La Studios a Malibú i HQ a San Rafael, tots tres a Califòrnia. Tal com feien en els primers àlbums, a partir d'un conjunt important de cançons van seleccionar les que més els interessaven per aquest àlbum, i no van començar a gravar les cançons fins que no tenien totes les pràcticament finalitzades. Aquest procés es va iniciar al març de 2007, però es va allargar més temps del previst i no va finalitzar fins al febrer de 2008, moment que es va iniciar el procés de mescles i masterització. De les onze cançons finalment seleccionades i enregistrades es van haver de despendre d'una perquè no hi cabia en els suports físics. Aquesta cançó fou «Shine», que posteriorment fou retitulada «Just a Bullet Away».
El títol de l'àlbum va venir inspirat per una fotografia de Layne Staley, cantant i compositor de la banda Alice in Chains, que va portar Hammett a l'estudi de gravació. Staley va morir el 2002 víctima de la seva addicció a les drogues. Metallica era una banda que estava en contra de l'ús de les drogues i es preguntaven com algú amb el talent que tenia Staley podia escollir el camí de les drogues i morir tan jove (34 anys). Hetfield va escriure la lletra de «Rebel of Babylon» basant-se en aquestes preguntes. Llavors van escollir aquest títol per retre homenatge a totes les persones que havien mort víctimes d'aquesta indústria musical. Un altre títol que havien considerat era Songs of Suicide and Forgiveness (en català, cançons de suïcidi i clemència).
Les cançons descartades en la darrera etapa de la producció de Death Magnetic no van ser arxivades per proper àlbum d'estudi malgrat que van aparèixer diversos rumors. L'esmentada «Just a Bullet Away», junt a «Hell and Back», «Hate Train» i «Rebel of Babylon» van ser interpretades en viu en els concerts realitzats a principis de desembre de 2008, i els seguidors registrats al lloc web de la banda van rebre un correu amb un codi per descarregar-se les cançons interpretades en aquests concerts. Finalment van ser oficialment recopilades en l'EP Beyond Magnetic, publicat el 13 de desembre de 2011.

## Publicació i promoció
El seu llançament es va ajornar fins al setembre de 2008, ja que fins a l'agost no van donar per tancat el procés d'enregistrament. Tot i que la data de publicació era el 12 de setembre de 2008 als Estats Units, el 2 d'aquest es van començar a vendre còpies de l'àlbum a França, dues setmanes abans de la data prevista pel llançament mundial, de manera que es filtrà automàticament per Internet. Això provocà que en altres països s'hagué d'avançar el llançament per combatre les comparticions il·legals distribuïdes mitjançant Internet.
Durant la gira Escape from the Studio '06, Metallica va estrenar dues cançons que encara no havien ni enregistrat pel nou disc. En aquesta gira van tocar «The New Song» i «Death Is Not the End» en diversos concerts i per sorpresa dels espectadors.
Junt al llançament del disc, diverses cançons de Metallica van ser incloses en un pack de material descarregable pel videojoc musical Guitar Hero III: Legends of Rock. Posteriorment també es van adaptar més cançons pels següents títols principals de la sèrie, Guitar Hero World Tour, Guitar Hero 5 i Guitar Hero: Warriors of Rock. Tanmateix, el plat gros arribà quan Neversoft i Activision van decidir apostar per la banda i centrar un dels títol menors de la saga a Metallica, Guitar Hero: Metallica (2009).

## Recepció
Aquest àlbum fou lloat per la majoria de seguidors i la crítica musical va valorar molt positivament el retorn de Metallica després del fallit St. Anger. Tenint en compte l'etapa d'exploració que van realitzar amb Load i Reload, junt amb l'anterior St. Anger. Els mitjans de comunicació seguidors de la música dura van valorar aquest treball com el millor en els darrers vint anys de Metallica, concretament des de ...And Justice for All que no publicaven de qualitat de thrash metal.
Alguns crítics van indicar que la qualitat de so de l'àlbum era molt baixa a causa d'un rang dinàmic massa comprimit. Rick Rubin va supervisa les mescles des de Los Angeles mentre Metallica es trobava a Europa sent cap de cartell en diverses espectacles, de manera que només es comunicaven mitjançant trucades. Contràriament, en el videojoc Guitar Hero: Metallica, l'àlbum se sentia correctament perquè van enviar les pistes als desenvolupadors abans del procés de remescla. Diversos seguidors van realitzar una petició per tornar a remesclar i remasteritzar l'àlbum. Metallica i Rubin van declinar comentar sobre el tema mentre que mànager de la banda, Cliff Burnstein, va declarar que les queixes eren una minoria.
L'àlbum va debutar al número u de la llista estatunidenca d'àlbums (Billboard 200) amb gairebé mig milió de còpies en només tres dies. Amb aquest eren cinc àlbums consecutius de Metallica que debutaven al número 1, establint una nova fita, ja que cap altra banda ho havia aconseguit fins aquell moment. Va romandre en aquesta posició durant tres setmanes consecutives i també un total de 50 setmanes en la llista. Internacionalment també va encapçalar les llistes d'altres països destacats com el Regne Unit, Canadà o Austràlia, i fins i tot, cap aconseguir certificacions de disc platí tot just en la primera setmana en alguns països.
Death Magnetic fou nominat als premis Grammy en cinc categories l'any 2008. Metallica fou guardonat amb el premi a la millor actuació metal per «My Apocalypse» i només la nominació per millor àlbum de rock, millor actuació instrumental de rock per «Suicide & Redemption». Rick Rubin fou premiat com a millor productor de l'any no clàssic, i els directors artístics Bruce Duckworth, David Turner i Sarah Moffat pel millor embalatge. L'any 2009 va rebre una nova nominació en la categoria de millor actuació de rock dur per «The Unforgiven III». Les revistes musicals Kerrang!, Metal Hammer i Revolver van destacar Death Magnetic com a millor àlbum de l'any.

## Llista de cançons
Totes les cançons foren escrites i compostes per James Hetfield, Lars Ulrich, Kirk Hammett i Robert Trujillo. 
| Núm.          | Títol                                 | Durada |
| ------------- | ------------------------------------- | ------ |
| 1.            | «That Was Just Your Life»             | 7:08   |
| 2.            | «The End of the Line»                 | 7:52   |
| 3.            | «Broken, Beat & Scarred»              | 6:25   |
| 4.            | «The Day That Never Comes»            | 7:56   |
| 5.            | «All Nightmare Long»                  | 7:58   |
| 6.            | «Cyanide»                             | 6:39   |
| 7.            | «The Unforgiven III»                  | 7:46   |
| 8.            | «The Judas Kiss»                      | 8:00   |
| 9.            | «Suicide & Redemption» (instrumental) | 9:57   |
| 10.           | «My Apocalypse»                       | 5:01   |
| Durada total: | Durada total:                         | 74:42  |

| 1.            | «That Was Just Your Life»             | 12:01   |
| 2.            | «The End of the Line»                 | 12:12   |
| 3.            | «Broken, Beat & Scarred»              | 13:20   |
| 4.            | «The Day That Never Comes»            | 10:48   |
| 5.            | «All Nightmare Long»                  | 9:59    |
| 6.            | «Cyanide»                             | 13:30   |
| 7.            | «The Unforgiven III»                  | 10:26   |
| 8.            | «The Judas Kiss»                      | 12:36   |
| 9.            | «Suicide & Redemption» (instrumental) | 12:12   |
| 10.           | «My Apocalypse»                       | 11:50   |
| Durada total: | Durada total:                         | 1:58:54 |

| 1.            | «Hi Guy»         | 7:11  |
| 2.            | «Neinteen»       | 7:35  |
| 3.            | «Black Squirrel» | 6:13  |
| 4.            | «Casper»         | 8:15  |
| 5.            | «Flamingo»       | 7:59  |
| 6.            | «German Soup»    | 6:31  |
| 7.            | «UN3»            | 7:50  |
| 8.            | «Gymbag»         | 7:55  |
| 9.            | «K2LU»           | 9:30  |
| 10.           | «Ten»            | 5:18  |
| Durada total: | Durada total:    | 74:17 |

## Posicions en llista
| Llista (2007) | Posició | Certificacions |
| ------------- | ------- | -------------- |
| Alemanya      | 1       | 2x Platí       |
| Austràlia     | 1       | 2x Platí       |
| Canadà        | 1       | 4x Platí       |
| Estats Units  | 1       | 2x Platí       |
| Europa        |         | 1x Platí       |
| França        | 1       | 1x Or          |
| Itàlia        | 1       |                |
| Japó          | 3       | 1x Or          |
| Nova Zelanda  | 1       | 1x Platí       |
| Portugal      | 1       | 1x Platí       |
| Regne Unit    | 1       | 1x Platí       |

## Crèdits
Metallica
- James Hetfield – cantant, guitarra rítmica; guitarra solista ("Suicide & Redemption")
- Kirk Hammett – guitarra solista
- Lars Ulrich – bateria
- Robert Trujillo – baix

Músics addicionals
- David Campbell – orquestració a "The Unforgiven III"

Personal tècnic
- Rick Rubin – productor
- Greg Fidelman – mescles, enregistrament de so
- Andrew Scheps – mescles
- Mike Gillies – enregistraments addicionals
- Ted Jensen – masterització
- Dan Monti – edició digital